# Polk Salad Annie
Singles de Tony Joe White
Soul Francisco
(1969) Roosevelt and Ira Lee
(1969)
Polk Salad Annie est une chanson écrite et originellement enregistrée par l'auteur-compositeur-interprète américain de rock Tony Joe White. Elle est sortie en 1969 sur son premier album Black and White et aussi en single, atteignant la 8e place aux États-Unis (dans le Billboard Hot 100).
La chanson a été notamment reprise par Elvis Presley. Il l'a interprétée lors de nombreux concerts, notamment dans celui du 18 février 1970 à l'International Hotel de Las Vegas enregistré sur l'album live On Stage sorti en 1970. En 1973, cette version live est sortie en single aux États-Unis et dans d'autres pays. Au Royaume-Uni, elle a atteint la 23e place du classement des ventes de singles en juin 1973. 

## Autres reprises
Joe Dassin enregistre la chanson en 1979 sur l'album Blue Country.
Johnny Hallyday l'a enregistrée en duo avec Tony Joe White pour son album Spécial Enfants du rock sorti en 1984.

## Classements

### Version de Tony Joe White
| Classement (1969)    | Meilleure position |
| -------------------- | ------------------ |
| États-Unis (Hot 100) | 8                  |

### Version d'Elvis Presley
| Classement (1973)              | Meilleure position |
| ------------------------------ | ------------------ |
| Royaume-Uni (UK Singles Chart) | 23                 |